# Confédération finlandaise des salariés
La Toimihenkilökeskusjärjestö (STTK - Confédération finlandaise des salariés)  est une organisation syndicale finlandaise. Elle est affiliée à la Confédération européenne des syndicats et à la Confédération syndicale internationale. 

## Présentation
La confédération regroupe 15 organisations syndicales et 335 448 salariés (2018).

## Liens
- (fi + sv + en) Site officiel